# UFC Undisputed 3
UFC Undisputed 3 est un jeu vidéo d'arts martiaux mixtes sous la licence de la ligue de combat UFC. Le jeu est développé par Yuke's et édité par THQ.

## Combattants de l'UFC
La liste des combattants venant de l'UFC a été révélé par ESPN,,,,,,.
| Heavyweights Pat Barry Travis Browne Shane Carwin Mirko Cro Cop Junior dos Santos Gabriel Gonzaga Cheick Kongo Brock Lesnar Sean McCorkle Frank Mir Roy Nelson Antonio Rodrigo Nogueira Alistair OvereemDLC Ben Rothwell Brendan Schaub Stefan Struve Cain Velasquez | Light Heavyweights Ryan Bader Jason Brilz Phil DavisDLC Cyrille Diabaté Rashad Evans Rich Franklin[MW] Forrest Griffin Matt Hamill Dan Henderson[MW] Quinton Jackson Jon Jones Chuck Liddell Lyoto Machida Vladimir Matyushenko Antônio Rogério Nogueira Tito Ortiz Maurício Rua Thiago Silva Brandon Vera | Middleweights Yoshihiro Akiyama Alan Belcher Vitor Belfort[LH] Michael Bisping Kendall Grove Chris Leben Demian Maia Nate Marquardt Court McGee Jason MillerDLC Mark Munoz Kyle NokeDLC Yushin Okami Rousimar Palhares Jorge Rivera Alessio SakaraDLC Anderson Silva[LH] Wanderlei Silva[LH] Chael Sonnen Brian StannDLC |

| Welterweights Thiago Alves Carlos Condit Nick DiazDLC Jon Fitch Dan Hardy John HathawayDLC Matt Hughes Anthony JohnsonDLC Martin Kampmann[MW] Dong Hyun Kim Josh Koscheck Pascal KraussDLC Chris Lytle Rory MacDonaldDLC BJ Penn[LW] Diego Sanchez[LW] Matt Serra Jake Shields[MW] Georges St-Pierre[MW] Mike Swick[MW] Paulo Thiago | Lightweights Donald Cerrone Nate Diaz[WW] Evan Dunham Frankie Edgar Takanori Gomi Clay Guida Melvin Guillard Ben Henderson Joe LauzonDLC Gray Maynard Jim Miller Charles OliveiraDLC Ross Pearson Anthony Pettis Sean Sherk Dennis Siver George Sotiropoulos Joe Stevenson[FW] Sam StoutDLC | Featherweights José Aldo Raphael Assunção Mike Brown Kenny Florian[LW] Manvel Gamburyan Leonard Garcia Josh Grispi Mark Hominick Chan Sung JungDLC Erik Koch Chad Mendes Diego Nunes Fredson Paixao George Roop Cub Swanson Javier Vazquez Tiequan Zhang |

| Bantamweights Antonio Banuelos Renan Barão Joseph Benavidez Brian Bowles Chris Cariaso Dominick Cruz Urijah Faber[FW] Demetrious Johnson Scott Jorgensen Takeya Mizugaki Damacio Page Brad Pickett Miguel Torres Charlie Valencia Eddie Wineland Norifumi Yamamoto |

## Combattants du PRIDE FC
La liste des combattants venu du Pride Fighting Championships a aussi été révélé par ESPN.

### Heavyweight
- Mark Coleman
- Dan Severn
- Mirko Cro Cop
- Don Frye
- Gary Goodridge
- Heath Herring
- Mark Hunt
- Antônio Rodrigo Nogueira
- Kevin Randleman
- Bob Sapp
- Gilbert Yvel

### Middleweight
- Antônio Rogério Nogueira
- Maurício Rua
- Murilo Rua
- Anderson Silva
- Wanderlei Silva
- Dan Henderson
- Quinton Jackson
- Chuck Liddell
- Kazuhiro Nakamura
- Rameau Thierry Sokoudjou

### Welterweight
- Royce Gracie
- Phil Baroni
- Murilo Bustamante
- Ryo Chonan
- Denis Kang
- Paulo Filho
- Akihiro Gono
- Carlos Newton

### Lightweight
- Marcus Aurélio
- Takanori Gomi
- Jens Pulver

## Accueil
- Famitsu : 36/40[9]